# Barbara Trojanowska
Barbara Trojanowska (zm. w 2021) – polska skrzypaczka.

## Życiorys
Była wychowanką Ireny Dubiskiej, Jerzego Wasieli i Franciszka Jamrego. Jako skrzypaczka przez wiele lat pełniła funkcję koncertmistrza Płockiej Orkiestry Symfonicznej im. Witolda Lutosławskiego. Występowała również w Orkiestrze Symfonicznej Filharmonii Łódzkiej im. Artura Rubinsteina w Łodzi, zaś jako solistka występowała z towarzyszeniem orkiestry oraz jako współwykonawczyni koncertów kameralnych, między innymi na estradzie łódzkiej filharmonii.
Uznanie przyniosły jej wykonywane wspólnie z pianistką Elżbietą Tyszecką, utwory mniej znanych lub zapominanych kompozytorów polskich. Efektem tej działalności były ukazujące się od 1995 nagrania fonograficzne z utworami między innymi Władysława Żeleńskiego, Zygmunta Stojowskiego, Mieczysława Wajnberga i Aleksandra Tansmana.
Została pochowana na cmentarzu rzymskokatolickim przy ul. Ogrodowej w Łodzi.

## Wybrana dyskografia
- Aleksander Tansman. Works for violin and piano (Acte Préalable, Recorded: 1999; AP0132)[5][6][3]
- In the circle of Nadia Boulanger. Szałowski – Bacewicz – Bauer (Acte Préalable, Recorded: 2004, 2007; AP0242)[7]
- Mieczysław Weinberg. Violin Sonatas nos. 3 & 4 (Acte Préalable, Recorded: 2008, 2010; AP0209)[8]
- Sonaty polskie. Józef Elsner, Ignacy Jan Paderewski (DUX, Warszawa, 2004; Indeks:DUX0451A09115)
- Żeleński – Stojowski. Violin Sonatas (Acte Préalable, Recorded: 2004; AP0112)[9][10]